# Питерборо
Питерборо (енгл. Peterborough) је град у Уједињеном Краљевству, у Енглеској. Према процени из 2008. у граду је живело 141.608 становника.

## Становништво
Према процени, у граду је 2008. живело 141.608 становника.
| 1981.   | 1991.   | 2001.   |
| ------- | ------- | ------- |
| 113.404 | 134.788 | 136.292 |

## Партнерски градови
- Виница
- Форли
- Фирзен
- Фођа
- Алкала де Енарес
- Ен Арбор
- Бурж